# خطوط ستيرلينغ الجوية الرحلة 296
حادثة الرحلة 296 لخطوط ستيرلينغ الجوية. هو حادث تحطم طائرة وقع في 14 مارس 1972 في سلسلة التلال الجبلية في دبي بالقرب من مدينة كلباء في الإمارات العربية المتحدة.
كانت الرحلة 296 رحلة طيران مجدولة انطلقت من كولومبو وتنتهي في كوبنهاغن مع توقف في كل من بومباي ودبي وأنقرة. لقى جميع ركاب الطائرة وعددهم 112 شخصا مصرعهم في الحادث الذي نسب لاحقا إلى خطأ الطيار. كانت الطائرة التي تحمل رقم الرحلة 296 من طراز سود أفياسيون كارافيل وبرقم تسجيل OY-STL. إلى اليوم، لاتزال هذه الحادثة أفظع كارثة جوية في تاريخ دولة الإمارات العربية المتحدة

## الحادثة

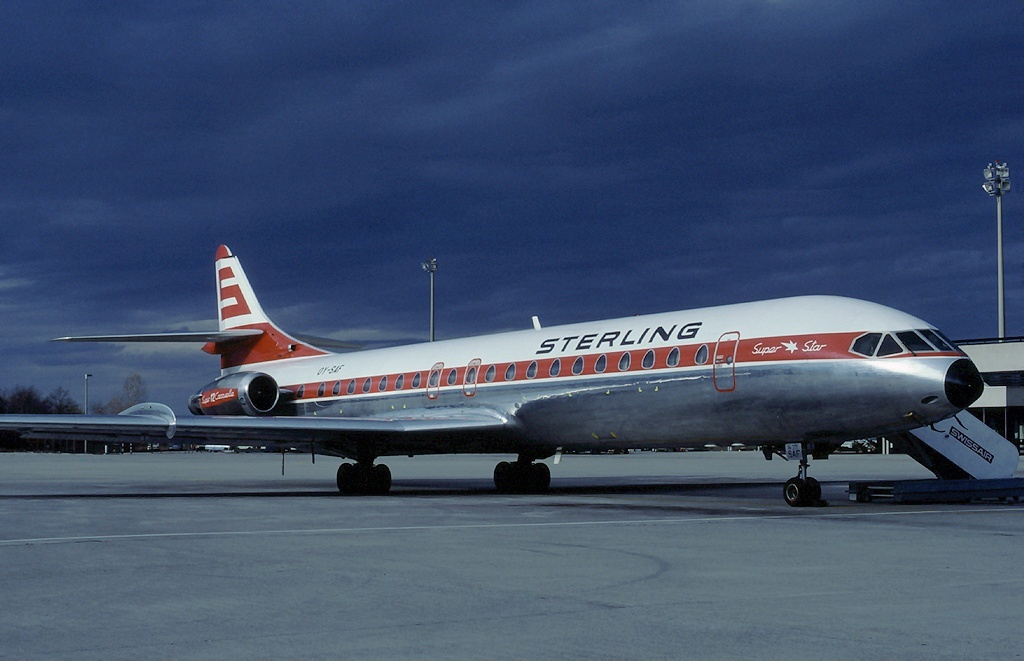
ايروسباسيال SE 210 سوبر كارافيل 12 OY-SAF في مطار يورو (بازل، مولوز، فرايبورغ)

كانت رحلة خطوط ستيرلينغ الجوية 296 قد تم استئجارها من قبل الشركة السياحية تجيريبورغ ريسر بغرض نقل 106 مواطن أوروبي بعد انتهاء اجازاتهم في سيلان (سريلانكا حاليا). وكان من المقرر ان تقلع الرحلة من كولومبو إلى كوبنهاجن مع محطات للتزود بالوقود في بومباي ودبي وانقرة، ومن المقرر أيضا تغيير الطاقم خلال توقف الطائرة في أنقرة.
تعددت جنسيات الركاب ال 106 بين الدنمارك وفنلندا والنرويج والسويد وألمانيا الغربية. وكان طاقم الطائرة دنماركي ومؤلف من 6 افراد هم الطيار أول جورجنسن 35 عاما، مساعد الطيار يورجن بيدرسين 30 عاما، مضيف الطيران لون برنت 22 عاما، مضيفة الطيران كارين ترويلستروب 23 عاما، مضيفة الطيران جوهان ووهلك 24 عاما، وميكانيكي الرحلة بول جوهانسن 28 عاما.
أقلعت الطائرة من كولومبو في الوقت المحدد في الساعة 17:20 بالتوقيت المحلى لمدينة بومباي، وفي الساعة 19:45، وصلت إلى بومباي وهبطت فيها، وفي أعقاب التزود بالوقود غادرت الرحلة 296 مدينة بومباي في 21:20 في طريقها إلى محطتها التالية في دبي.
قبل الساعة 22:00 بالتوقيت المحلي، أقتربت الرحلة 296 من الدخول في المجال الجوي لدبي. كان الطقس في دبي غائما مع عواصف رعدية متناثرة، وكان نظام الهبوط بالاشارات الراديوية (ILS) معطلا بسبب أعمال بناء المدارج. أبلغ مراقب الحركة الجوية الطيار باستخدام الممر 30 للهبوط بالاعتماد على عمل نظام (VOR) وهو نوع من أنظمة الملاحة الراديوية قصيرة المدى للطائرات، يمكن الطائرات التي لديها وحدة استقبال هذا النظام من تحديد موقعها والبقاء في مسارها باستقبال إشارات راديوية ترسلها شبكة من المنارات الراديوية الأرضية الثابتة.
في 22:04، ذكر طاقم الطائرة عبر الراديو أن نظام المدى متعدد الاتجاهات عالي التردد لم يكن يعمل بشكل صحيح. بعد ذلك بوقت قصير ضرب الجناح الأيسر سلسلة جبلية. ما ادى إلى قلع الجناح الايسر باكمله من شدة الضربة. وحلقت الطائرة 265 مترا أخرى قبل أن تتحطم تحت قمة التلال المجاورة للتل الذي ضربته. وقد تهاوى الحطام أسفل منحدر الجبل وانتهى به المطاف متفرقا في خمسة وديان مختلفة. لم يكن هناك أي ناجي من الركاب ال 106 وأفراد الطاقم الستة.

## التحقيقات
وجد المحققون أن الطيارين قد نزلوا تحت الحد الأدنى المنصوص عليه من الارتفاع. ويرجع ذلك إلى معلومات غير صحيحة عن خطة الطيران التي عفا عليها الزمن و/ أو بسبب سوء قراءة رادار الطقس الذي قاد الطيارين إلى الاعتقاد بأنهم أقرب إلى دبي مما كانوا عليه في الواقع.